# 螻向崎
螻向崎（けらむいざき）は、北海道根室振興局の国後島最南端の岬である。北海道本土の野付崎から約20kmの距離にあり、間を根室海峡（野付水道）で隔てられている。
ケラムイ崎とも表記される。ロシアの実効支配下にあり、ロシア語名ヴェスロフスキー半島（Весловский полуостров）。
クリル自然保護区に指定され、北海道で越冬するタンチョウの営巣地である。また、日本の保護団体と共同でコクガンの渡り調査も行われている。